# Microgobius signatus
 Microgobius signatus es una especie de peces de la familia de los Gobiidae en el orden de los Perciformes.

## Distribución geográfica
Se encuentra desde el Caribe hasta Colombia y Venezuela.

## Observaciones
Es inofensivo para los humanos.